# Assumpció Casals
Assumpció Casals i Rovira (Barcelona, 17 de enero de 1896 - Barcelona, 23 de enero de 1975), fue una actriz de teatro y cine, hija del actor Enric Casals.

## Biografía
Desde pequeña vivió el teatro intensamente. A los 14 años actuó en el Teatro Romea en el drama 'Lo ferrer de tall, de Pitarra. Debutó en 1921 con la obra La vida bohèmia de  Amichatis y  Joaquim Montero. Fue primera actriz en la compañía de Enrique Borrás. Trabajó junto a todas las grandes figuras escénicas de su época: Margarita Xirgu, Rafael Calvo, Josep Santpere i Pei, etc. Fue una de las actrices predilectas de Angel Guimerá, del que estrenó algunas piezas como Jesús que torna (1917), e hizo algunas películas en el cine español, como Los ángeles de seda y oro (1918) y Al margen de la ley (1935).
Después de una temporada en los teatros Cómico y  Reina Victoria de Madrid, en los años treinta, en 1935 viajó América del Sur en una gira teatral. En 1938 se exilió en Francia y pasó luego a Cuba y finalmente a México, donde representó obras por la Agrupación Catalana de Arte Dramático, vinculada al Orfeón Catalán de México, dirigido entonces por Avel·lí Artís i Balaguer. También intervino en algunos filmes mexicanos. No regresó a Cataluña hasta finales de los años 40, con compañía propia e interpretando en catalán en el Teatro Victoria (Barcelona) La Pepa se'ns vol casar de Alexandre Puig, y Refugi de pecadors de Lluís Elias i Bracons (1949). Continuó actuando en el Teatro Romea de Barcelona durante los años sesenta y parte de los setenta.
Estuvo casada con el tenor y actor de cine José Goula (1898-1977).

## Cine
- 1913. Magda, de Albert Marro
- 1918. La herencia del diablo, de Domènec Ceret
- 1919. Los arlequines de seda y oro Ramón de Baños
- 1935. Al margen de la ley de Ignasi Iquino
- 1942. Regalo de Reyes (película en México)
- 1942. Dulce madre mía (película en México)
- 1943. El médico de las loca (película en México)
- 1944. El niño de las monjas (película en México)
- 1944. Porfirio Díaz (película en México)
- 1945. La morena de mi copla (película en México)

### Teatro
- 1910, 25 de noviembre. En el papel de Betty, 16 anys en la obra El magistrat de Arthur Wing Pinero. Estrenada en el teatro Romea de Barcelona.
- 1950. La reina del mercat de Alfons Roure. Teatro Talía de Barcelona.
- 1950. La florista de la Rambla de Alfons Roure.
- 1950. El dret a la vida de Alfons Roure.
- 1951. La forastera de Antonio Román
- 1964. La mare de Santiago Rusiñol. Teatro Romea.
- 1964. Clar de luna a Montjuïc de Joan Cumellas. Teatro Romea.
- 1965. Clementina no rellisquis de Joan Cumellas. Compañía de Josefina Güell, con Alady. Teatro Candilejas.
- 1965. Història d'un mirall de Cecília A. Màntua, con Mario Cabré. Teatro Romea.